# Dammschule (Heilbronn)
Die Dammschule ist ein Schulgebäude an der Dammstraße 14 in Heilbronn, in dem heute eine Grundschule (Dammgrundschule Heilbronn) und eine Realschule (Dammrealschule Heilbronn) untergebracht sind. Das Gebäude wurde, ebenso wie die Dammstraße, nach dem Damm benannt, der sich in unmittelbarer Nähe der Schule befand. Der ursprüngliche Name Sammelschulgebäude für Volksschulen und Dammschulen an der Dammstraße war relativ sperrig, deshalb sprach man früher von den sogenannten Dammschulen.
Der Heilbronner Stadtbaumeister Heinrich Arnold (1858–1917), engster Mitarbeiter und seit 1903 Nachfolger des Stadtbaumeisters Gustav Wenzel, errichtete neben dem Heilbronner Gaswerk und der Rosenauschule auch die Dammschule. Das Schulgebäude wurde nach zweijähriger Bauzeit 1908 eingeweiht, überstand den Zweiten Weltkrieg, und wurde mehrfach saniert. 1971 wurde im Schulhof der Realschule eine neue Turnhalle errichtet, 1986 erhielt die Realschule einen Neubau mit Fachräumen für Technik, Kunst und Musik. Im Schulhof befand sich die 1912 vollendete Geologiepyramide.

## Schulgeschichte

### Vorgeschichte
Die Heilbronner Realschulen gehen auf das Jahr 1873 zurück, als die Realklassen vom Karlsgymnasium (dem heutigen Theodor-Heuss-Gymnasium) abgetrennt wurden. 1889 bezog die Oberrealschule einen Bau an der Bismarckstraße. 1905 kamen Klassen hinzu, 1906 wurden die unteren sechs Klassen als Damm-Realschule abgezweigt.
Heilbronn war Anfang des 20. Jahrhunderts die zweitgrößte Industriestadt in Württemberg. Durch Zuzüge und das starke Bevölkerungswachstum stieg die Zahl der Einwohner rapide an. Angesichts der damit verbundenen rasch wachsenden Schülerzahlen – die Zahl der Heilbronner Schülerinnen und Schüler stieg von 1500 im Jahr 1873 auf 4200 im Jahr 1908 – beschloss das bürgerliche Gremium deshalb 1905 den Bau eines weiteren Schulgebäudes, nachdem erst 1900 die Rosenauschule eingeweiht worden war.

### Volks- und Realschule, Vereins-Lazarett und Schweizerhilfe
Das nach Plänen von Heinrich Arnold erbaute Sammelschulgebäude für Volksschulen und Realschulen an der Dammstraße (die so genannten Dammschulen) wurde am 17. September 1908 eingeweiht. Sieben Knabenvolksschulklassen mit 328 Schülern, 16 Mädchenvolksschulklassen mit 834 Schülerinnen und acht Realklassen mit 280 Schülern bezogen damals das neue Gebäude. Prälat v. Wunderlich sagte anlässlich der Einweihungsfeier: „Möge diese Dammschule eine Stätte des Segens werden, ein Damm gegen alles Gemeine und Schlechte, ein Hort für alles Wahre und Gute.“
In den Jahren 1911 und 1912 entstand auf dem Vorplatz der Dammschule unter der Leitung von Mittelschuloberlehrer Gotthold Stettner die geologische Trias-Pyramide. Während des Ersten Weltkriegs richtete das Rote Kreuz 1915 in der Schule eines von vier Vereins-Lazaretten ein. Im Jahr 1918 wurde wegen einer Grippe-Epidemie der Schulbetrieb vollkommen eingestellt und das Gebäude nur noch als Lazarett und Krankenhaus verwendet.
Vom 22. Februar 1924 bis 31. Mai 1924 und vom 3. Dezember 1924 bis 3. März 1925 gab es während einer Hungersnot Suppenausgaben der Schweizerhilfe außer in der Moltkekaserne und dem evangelischen Jugendheim Ecke Klara-/Wollhausstraße auch im Schulhof der Dammschule. Daneben wurde dort Kleidung für die notleidende Bevölkerung ausgegeben.
1924 erfolgte die Umbenennung der Realschule in Knabenmittelschule. Während der NS-Zeit wurde die Knabenmittelschule mit dem humanistischen Karlsgymnasium zur Karls-Oberschule vereint.

### Nachkriegszeit

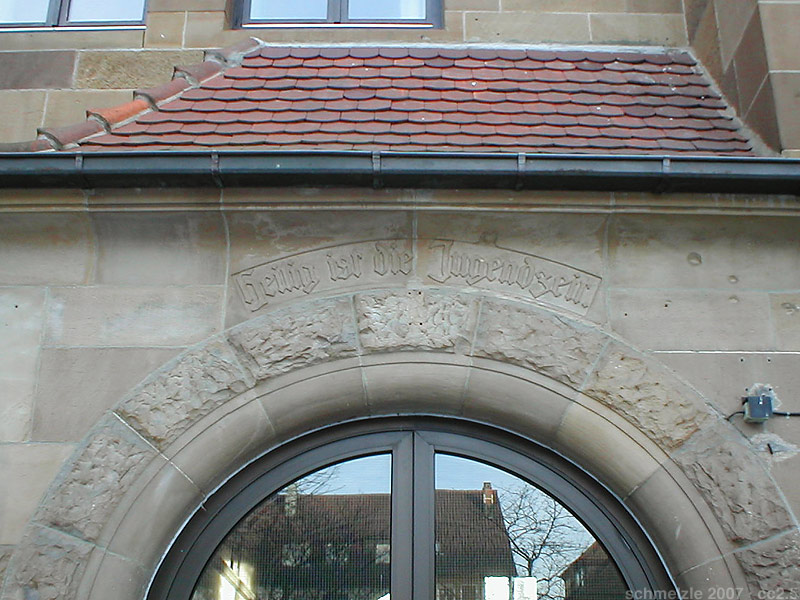
Portalinschrift: Heilig ist die Jugendzeit

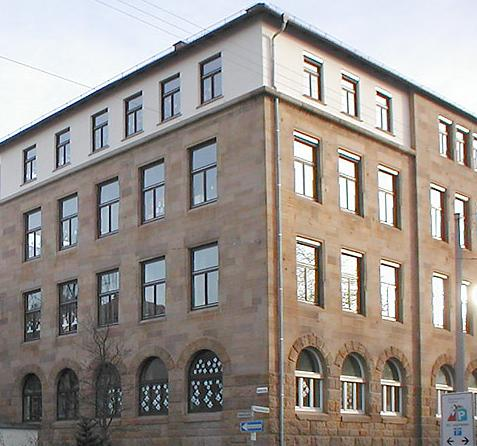
Detailansicht Dammgrundschule in Heilbronn

Die Dammschule überstand den Luftangriff auf Heilbronn im Dezember 1944, allerdings mit ausgebranntem Dachstock. Die weitgehend unbeschädigten unteren Stockwerke wurden ab 1945 als Kriegsgefangenenlager und von 1945 bis 1948 als Flüchtlings-, Betreuungs- und Krankenstelle genutzt. Der Wiederaufbau des Gebäudes erfolgte von 1947 bis 1948 und ging einher mit einem Ausbau des Dachgeschosses. Im Dezember 1948 zog die Mädchen-Oberschule in die Dammschule ein. Am 12. Oktober 1949 wurde die Dammschule wieder eingeweiht. Die Heilbronner Mädchenmittelschule konnte 1949 zusammen mit der mittleren Knabenmittelschule und einigen Oberschul- und Volksschulklassen die Räume der Dammschule teilen.
1954 ereignete sich bei einem Schullandheimaufenthalt einer rund 40-köpfigen Gruppe Heilbronner Mittelschüler am Dachsteingebirge die Dachstein-Tragödie, bei der 13 Menschen den Tod fanden.
1961 besuchten Schüler der Dammschule von der ersten bis zur vierten Klasse die am 30. Mai 1961 eingeweihte Pavillonschule als Grundschule an der Karlstraße 145–147 in Heilbronn.
Seit 1966 hieß die Knabenmittelschule wieder Realschule, blieb aber weiterhin eine den Jungen vorbehaltene Realschule. Am 9. Juli 1966 demonstrierten die Damm-Realschüler gegen die Erhöhung des Brezelpreises von 10 auf 15 Pfennig. Im Juli 1970 wurden die Dammschule Mädchen und die Dammschule Knaben unter einer Schulleitung vereinigt.
1971 wurde auf dem Pausenhof der Dammrealschule in Fertigbauweise innerhalb von nur fünf Monaten bei Baukosten von etwa einer Million DM eine neue Sporthalle errichtet.
1971 gab es an der Dammschule nur noch die Dammgrundschule und die Dammrealschule, die Hauptschule ist seitdem ausgegliedert. Seit 1979/1980 werden an der Dammrealschule Jungen und Mädchen koedukativ unterrichtet.
Das Schulgebäude wurde 1986 saniert und erweitert.
1996 engagierten sich Schüler, Eltern und Lehrer der Dammrealschule im Pilotprojekt Öko-Audit und Schule. Der Energieverbrauch im Heizungs- und Elektrobereich sowie das Abfallaufkommen wurden im Hinblick auf mögliche Einsparungen untersucht. 1998 wurde die Dammrealschule als erste Realschule in der Bundesrepublik mit EU-Öko-Audit (EMAS-Verordnung) zertifiziert. Seitdem gibt es in der Dammrealschule in jeder Klasse Umweltsprecher.

### 21. Jahrhundert
Die örtliche Kommunalverwaltung hat sich am 16. Dezember 2004 für den mittel- bis langfristigen Ausbau der Damm-Grund- und Realschule als Ganztagsschulen entschieden, weil beide Schulen schon jahrelang unter zunehmend schwereren sozialen und pädagogischen Bedingungen arbeiten müssen. Daher wurde das Ausbauprojekt in die Prioritätenliste für den Schulhausbau aufgenommen. Die Realschule hat bisher kein Ganztagsangebot eingeführt. Auch die Einrichtung einer Ganztagsschule an der Damm-Grundschule musste 2006 aufgrund personeller Engpässe ausgesetzt werden und wurde erst zum Schuljahr 2008/2009 teilweise verwirklicht: Bisher kann die Dammgrundschule kein warmes Mittagsessen anbieten und nicht für alle Schüler gibt es Plätze in der Ganztagsbetreuung.
Im Schuljahr 2007/2008 waren Schüler mit 27 Nationalitäten an der Dammgrundschule vertreten. Der Ausländeranteil betrug 52 %, weitere 18 % der Schüler stammen aus Spätaussiedlerfamilien. An der Dammrealschule liegt der Anteil ausländischer Schüler mit 44,5 % etwa doppelt so hoch wie der Durchschnitt aller Realschulen in Heilbronn. Beide Schulen fördern Schülerinnen und Schüler mit Migrationshintergrund. Neben Angeboten für alle Schülerinnen und Schüler wurden besondere Förderklassen eingerichtet: Die Dammgrundschule hat zwei Vorbereitungsklassen und einer Förderklasse, die Dammrealschule zwei Förderklassen. An beiden Schulen ist eine Schulsozialarbeiterin tätig.
Im Jubiläumsjahr 2008 fanden zahlreiche Schulfeiern statt. Außerdem schloss die Dammrealschule 2008 Kooperationsverträge mit EnBW, Bierstorfer XXXL und Aldi Süd und beging das Jahr der Mathematik unter anderem mit einem Auftritt der Zahlenzauberin.
Im Jahr 2008 besuchten die Dammgrundschule 416 Schüler in 19 Klassen, die durchschnittliche Klassengröße betrug 22 Schüler. Die Dammrealschule wurde 2008 von 485 Schülern in 20 Klassen besucht, die durchschnittliche Klassengröße lag bei 24 Schülern.

## Architektur
Der Grundriss des viereinhalbgeschossigen Sandsteingebäudes ist U-förmig, wobei die Treppenhäuser als Risalite aus der Fassade hervortreten und die Sockelgeschosse eine Rustika aufweisen. Bei der Sanierung der Nordstadt wurde die Grünanlage der Dammschule mit einbezogen.

## Geologiepyramide

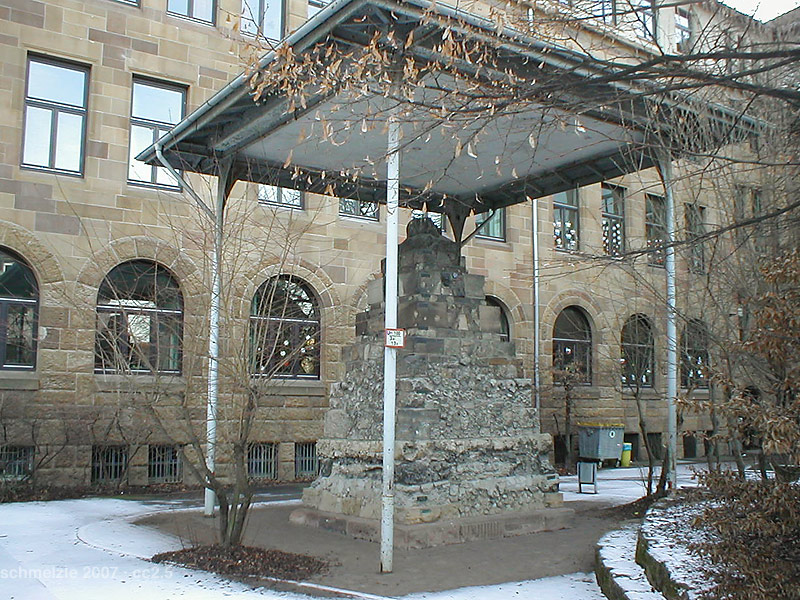
Geologiepyramide von 1912; das Dach war ursprünglich nicht angebracht und ist seit Sommer 2008 wieder entfernt

Im Schulhof befindet sich eine 1912 von Gotthold Stettner erstellte Geologiepyramide, die den geologischen Schichtenaufbau der Heilbronner Gegend darstellt und aus den Gesteinen der Trias aufgebaut ist. Der Sockel besteht aus verschieden bearbeitetem Buntsandstein. Die Pyramide enthält zahlreiche Versteinerungen aus dem Tier- und Pflanzenreich. Die Salzlager des Muschelkalks werden durch Glas, Keuperschichten durch Farbstreifen angedeutet. Die unterschiedliche Gestaltung der vier Seiten der Pyramide berücksichtigt teilweise die unterschiedlichen geologischen Gegebenheiten des Landes. Die Spitze der Pyramide bildet ein versteinerter Ammonit. Im Zuge der Neugestaltung des Schulhofes wurde im Sommer 2008 das in die Jahre gekommene Dach der Geologiepyramide entfernt.

## Leitspruch
Der Leitspruch der Schule lautet: Heilig ist die Jugendzeit. Der Spruch ist über einem der Portale zum Schulhof zu lesen. Über einer anderen Eingangspforte steht: Erstrebe das Sein, nicht den Schein.

## Bekannte ehemalige Lehrer und Schüler
- Carl Rudolf Bertsch, Maler und Schriftsteller, ehemaliger Kunstlehrer der Dammschule
- Friedrich Löchner, Dichter, Autor, Schachspieler, ehemaliger Lehrer sowie von 1966 bis 1979 Rektor der Dammrealschule
- Walter Maisak, Künstler
- Dieter Schwarz, Unternehmer und Ehrenbürger der Stadt Heilbronn
- Karl-Eugen Kurrer, Bauingenieur und Bautechnikhistoriker